# Museu de Arte Sacra (Chile)
O Museo de Arte Sagrado (Museu de Arte Sacra) é um museu de arte religiosa localizado em Santiago, Chile. O museu está localizado atrás da Catedral Metropolitana e apresenta um pátio e arquitetura colonial. O museu apresenta uma coleção de prataria jesuíta e pinturas religiosas, esculturas e móveis. 